# Àcid acètic
L'àcid acètic o àcid etanoic és el més important dels àcids carboxílics. La seva fórmula química és CH3–COOH o bé C2H4O2. Malgrat el nom sistemàtic és àcid etanoic, la IUPAC prefereix (PIN) el nom àcid acètic perquè és un nom d'ús generalitzat en la indústria i entre els investigadors. El nom acètic prové de la paraula llatina acētum, que significa 'vinagre', ja que és el seu component característic, produït per oxidació de l'etanol present al vi, i que és el principal responsable del seu gust i olor agre. En els organismes vius és, en forma d'acetilcoenzim A, el punt de pas obligat entre el metabolisme dels glúcids i el dels lípids

## Història

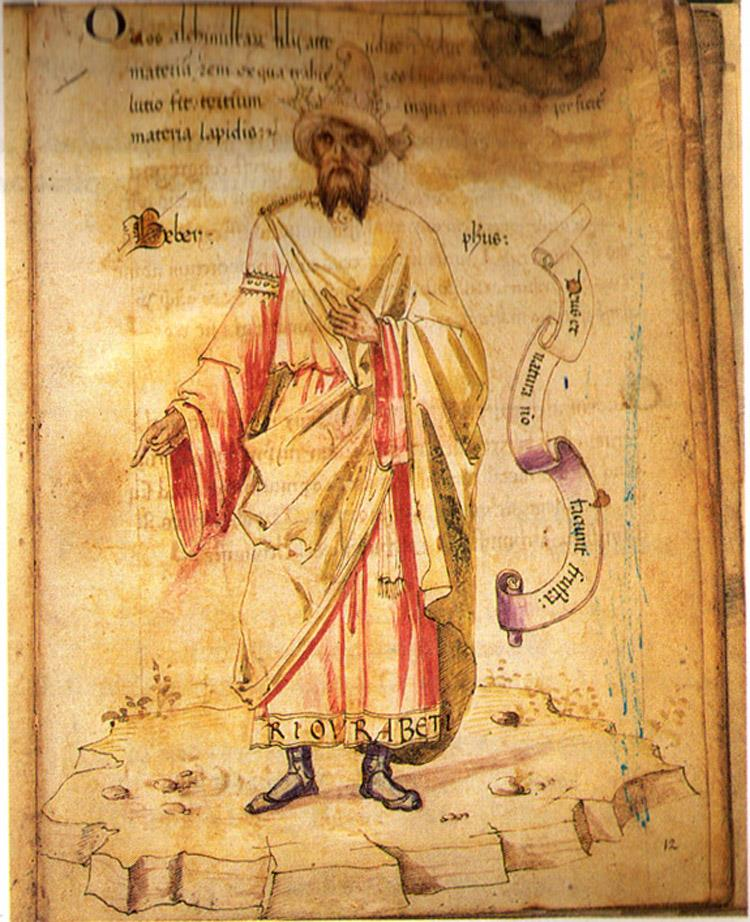
L'alquimista Jàbir ibn Hayyan, representat al Codi Ashburnhamiani 1166 (s. XV)

Els bacteris productors d'àcids acètics, les acetobacteriàcies (Acetobacteraceae), estan presents a tot el món, i qualsevol cultura que practiqués la producció de cervesa o vi descobrí inevitablement el vinagre com a resultat natural d'aquestes begudes alcohòliques exposades a l'aire. Moisès, en el Llibre dels Nombres, ja l'anomena 1490 anys abans de Crist. El metge grec Hipòcrates a la seva obra De Natura Muliebri l'emprà (ὅξυς) en medicina. Hanníbal Barca (247 aC – 182 aC) diu que per travessar els Alps el 218 a.C. s'hagué d'obrir pas entre les roques emprant foc i vinagre. Al segle iii aC, el filòsof grec Teofrast (372 aC-287 aC) descriví com el vinagre actuava sobre els metalls per produir pigments útils en l'art, incloent el blanc de plom (carbonat de plom(II)) i verdet, una barreja verda de sals de coure incloent l'acetat de coure(II). Els antics romans bullien el vi agre en tests de plom per produir un xarop altament dolç anomenat sapa. El defrutum, o sapa, era ric en acetat de plom(II), una substància dolça també anomenada sucre de plom o sucre de Saturn, que contribuí a la demència per enverinament de l'aristocràcia romana.
Durant l'Edat Mitjana l'alquimista persa del segle viii Jàbir Ibn Hayyan (712?-815), conegut a Europa com a Geber, concentrà l'àcid acètic del vinagre mitjançant la destil·lació. Al Renaixement, l'àcid acètic glacial (àcid acètic anhidre) es preparà a través de la destil·lació seca dels acetats metàl·lics. L'alquimista alemany Andreas Libavius (1546-1616), del segle xvi, descrigué aquest procediment i comparà l'àcid acètic glacial produït per aquest mitjà al vinagre. La presència d'aigua en el vinagre té un efecte tan profund sobre les propietats de l'àcid acètic que, durant segles, molts químics creien que l'àcid acètic glacial i l'àcid que es trobava en el vinagre eren dues substàncies diferents.
El 1723 Georg Ernst Stahl (1659-1734), químic alemany, obtingué àcid acètic glacial a partir del tractament d'acetats amb àcid sulfúric. El químic francès Antoine L. Lavoisier (1743-1794) el 1789 demostrà que l'acetificació és l'oxidació de l'etanol, però no sospità que fos realitzat per organismes vius. El químic francès Pierre Auguste Adet (1763-1834) demostrà que l'àcid acètic glacial i l'àcid acètic del vinagre eren idèntics. El 1847, el químic alemany Adolph Wilhelm Hermann Kolbe (1818-1884) sintetitzà per primera vegada l'àcid acètic a partir de materials inorgànics. Malgrat aquest descobriment l'àcid acètic se seguia produint mitjançant la fermentació del sucre a l'etanol i la seva posterior oxidació a l'àcid acètic per microorganismes. Aquest procés es complementà al segle xix amb la destil·lació de la fusta. El 1916, s'obrí la primera planta comercial dedicada a la producció d'àcid acètic per mitjans químics i no biològics. Aquest mètode es basava en l'oxidació de l'etanal (acetaldehid) derivat de l'acetilè, i marcà l'adveniment d'àcid acètic de baix cost industrial i el naixement d'una indústria viable basada en el seu ús. Els avantatges de les rutes sintètiques químiques inclouen concentracions elevades d'acetat (35-45% en massa), altes taxes de producció i àcid acètic generat en forma d'àcid lliure. Els principals desavantatges són la necessitat d'elevades temperatures, altes pressions i bona agitació, l'amenaça d'explosió, l'elevat cost dels catalitzadors i la dependència de fonts no renovables i incertes de matèries primeres (petroli).

## Propietats

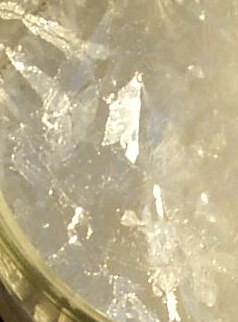
Cristalls d'àcid acètic

Es presenta líquid a temperatura ambient amb viscositat 1,22 cP. Té un punt de fusió és 16,4 °C i un punt d'ebullició és 118 °C. Densitat 1,051 g/cm³ a 25 °C, pressió de vapor 11 mm de Hg a 20 °C. És incolor, transparent amb índex de refracció 1,3698, és inflamable (punt d'inflamabilitat 39 °C, temperatura d'autoignició 512 °C), entalpia de combustió –14,6 kcal/g, i molt soluble en aigua. En dissolució aquosa, l'àcid acètic pot perdre el protó del grup carboxil per donar la seva base conjugada, l'acetat.
{\displaystyle {\ce {CH3COOH + H2O -> CH3COO^- + H3O^+}}}
La constant de dissociació a 20 °C és Ka= 1,75·10−5. El seu pKa és de 4,8 a 25 °C, això vol dir, que al pH moderadament àcid de 4,8, aproximadament la meitat de les seves molècules s'hauran desfet del protó. Això fa que sigui un àcid feble i que, a concentracions adequades, puga formar dissolucions reguladores amb la seva base conjugada.
És d'interès per a la química orgànica com a reactiu, per a la química inorgànica com a lligand, i per a la bioquímica com a metabòlit (activat com acetil-coenzim A). També és utilitzat com a substrat, en la seva forma activada, en reaccions catalitzades pels enzims conegudes com a acetil transferases, i concretament histona acetil transferases.

## Producció

### Fermentació bacteriana
L'àcid acètic és produït tant sintèticament com naturalment per fermentació bacteriana. Actualment, la ruta biològica proporciona aproximadament el 10% de la producció mundial, però segueix sent important en la producció del vinagre, ja que les lleis mundials de puresa d'aliments estipulen que el vinagre per a ús alimentari ha de ser d'origen biològic. Hi ha dos mètodes, l'aeròbic i l'anaeròbic:
1) Fermentació aeròbica: Té lloc en dues etapes. Primer s'obté etanol a partir d'un glúcid, com ara la sacarosa o la glucosa, C6H12O6, per fermentació del bacteri Saccharomyces cerevisiae a 30-32 °C. Posteriorment es produeix una segona fermentació que transforma l'etanol en àcid acètic mitjançant el bacteri Acetobacter aceti a 27-37 °C en presència d'oxigen:
{\displaystyle {\ce {C6H12O6 -> 2 CH3CH2OH + 2 CO2}}}{\displaystyle {\ce {2 CH3CH2OH + O2 -> 2 CH3COOH + 2 H2O}}}
2) Fermentació anaeròbica: La fermentació anaeròbica es realitza sense oxigen mitjançant bacteris anaerobis, com ara Clostridium thermoaceticum, capaç de convertir directament els glúcids en àcid acètic.{\displaystyle {\ce {C6H12O6 -> 3 CH3COOH}}}

### Oxidació de l'etilè
El primer mètode industrial produïa àcid acètic per oxidació de l'etilè, CH2=CH2 a etanal o acetaldehid, CH3–CHO, (procés Wacker) emprant clorur de pal·ladi(II) com a catalitzador. Després es realitza l'oxidació de l'acetaldehid (usant aire o oxigen) en presència d'acetat de manganès, acetat de cobalt o acetat de coure, especialment a Europa.
{\displaystyle {\ce {2 CH2CH2 + O2 -> 2 CH3COH}}}{\displaystyle {\ce {2 CH3CHO + O2 -> 2 CH3COOH}}}
Showa Denko desenvolupà un procés de fase de vapor en un pas per a la producció d'àcid acètic per oxidació directa d'etilè. Es basa en un catalitzador basat en pal·ladi que conté tres components. La reacció es produeix en un reactor de llit fix a 150-160 °C amb rendiments del 86%.

### Carbonilació del metanol
Aproximadament el 75% de l'àcid acètic produït a la indústria química és preparat per carbonilació del metanol CH3OH. El 1913 l'empresa alemanya BASF descobrí que el metanol es pot carbonilar, això és afegir un grup carbonil, amb monòxid de carboni CO, i produir àcid acètic. BASF posà en funcionament la seva primera planta de carbonilació de metanol el 1960 utilitzant iodur de cobalt(II) CoI2 com a catalitzador, a temperatura al voltant de 250 °C i altes pressions (uns 69 MPa). El procés té lloc en tres etapes:
{\displaystyle {\ce {CH3OH + HI -> CH3I + H2O}}}{\displaystyle {\ce {CH3I + CO -> CH3COI}}}{\displaystyle {\ce {CH3COI + H2O -> CH3COOH + HI}}}

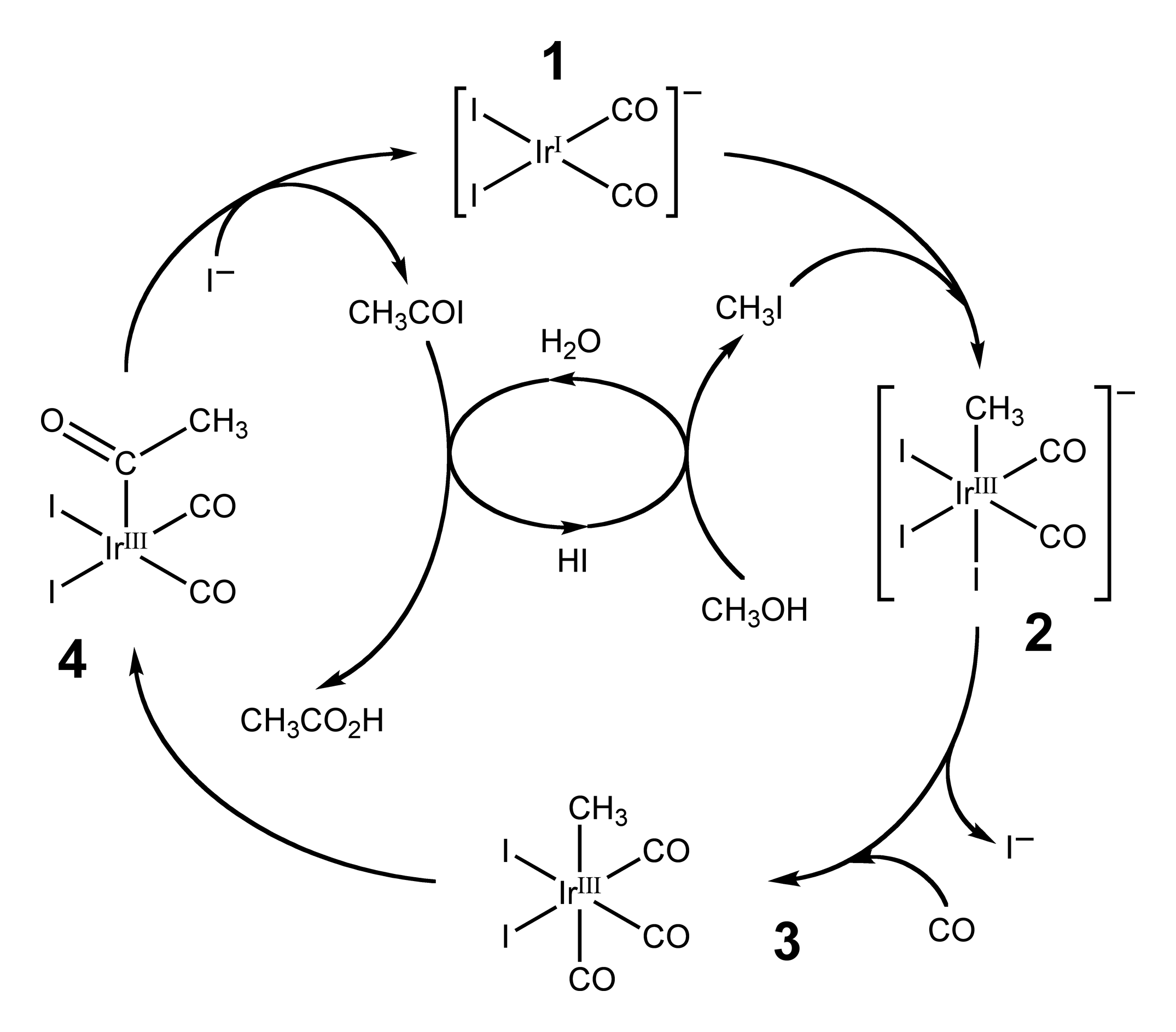
Procés Cativa

A la dècada de 1970 Monsanto Company desenvolupà un nou catalitzador de rodi. El 1986 la patent fou adquirida per BP Chemicals, que desenvolupà el procés sota una pressió de reacció baixa (al voltant de 3,45 MPa). El 1996 BP Chemicals el substituí pel procés Cativa, que utilitza un catalitzador basat en iridi [Ir(CO)2I2]–, juntament amb diversos òxids de reni, ruteni i osmi. Aquest catalitzador té una activitat més alta en comparació amb el procés de rodi, produeix menys subproductes i pot operar a nivells reduïts d'aigua (menys del 5% respecte el 14-15% amb el procés Monsanto). A la dècada de 1980, Celanese desenvolupà la seva tecnologia Acid Optimization Plus, millorant en gran manera el procés de Monsanto. La tecnologia AO Plus s'aconseguí, en part, incrementant l'estabilitat del catalitzador de rodi afegint iodur inorgànic (principalment iodur de liti) en altes concentracions, permetent una reducció dràstica de la concentració d'aigua (aproximadament 4-5% d'aigua) al mateix temps que es mantenia una alta taxa de carbonilació. Chiyoda ha desenvolupat recentment un procés, CT-Acetica, que utilitza un sistema heterogeni amb un catalitzador de rodi i un reactor de columna de bombolles, que produeix un rendiment d'àcid acètic superior al 99%.

### Oxidació d'età
El 2001 Sabic (Saudi Basic Industries Corporation) inicià un nou procés d'oxidació catalítica on l'età, CH3–CH3, s'oxida amb oxigen pur o amb aire a temperatures que van des de 150-450 °C i a pressions de 0,1-5 MPa, per formar àcid acètic amb un catalitzador que és una barreja d'òxids de molibdè, vanadi, niobi i pal·ladi.
{\displaystyle {\ce {2 CH3CH3 + 3 O2 -> 2 CH3COOH + 2 H2O}}}

## Aplicacions i usos
La producció mundial total d'àcid acètic verge s'estima en 5 Mt/a (milions de tones per any), aproximadament la meitat és produïda als Estats Units. La producció a Europa és aproximadament 1 Mt/a amb tendència a la baixa, i 0,7 Mt/a són produïts al Japó. Altre 1,5 Mt és reciclat cada any, arribant el mercat mundial total a 6,5 Mt/a. Els dos majors productors d'àcid acètic verge són Celanese i BP. Altres productors importants són Millennium Chemicals, Sterling Chemicals, Samsung, Eastman Chemical Company i Svensk Etanolkemi.

### Indústria alimentària

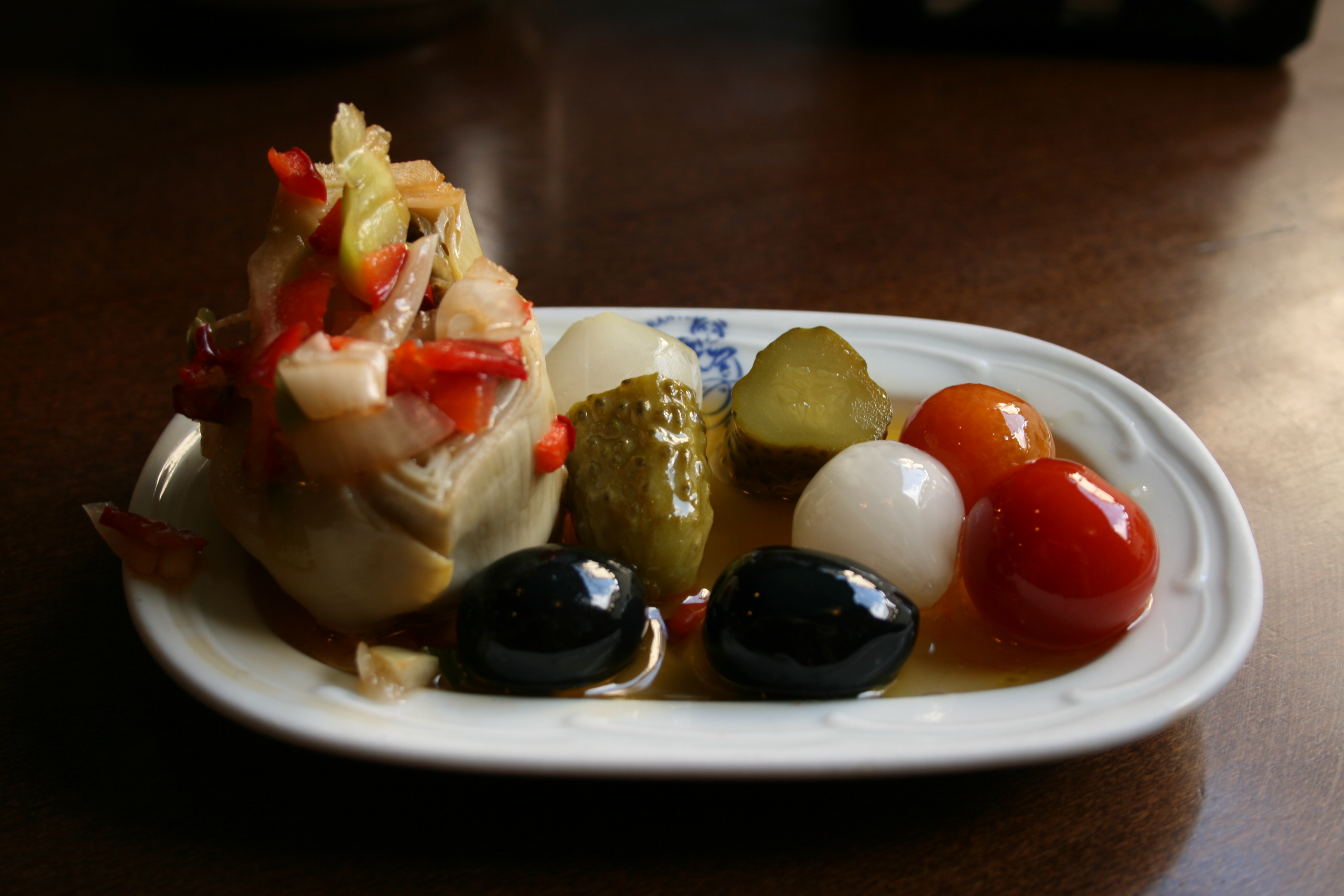
Envinagrats

Des de l'antiguitat s'ha emprat el vinagre, que té una concentració entre el 3 i el 5 % d'àcid acètic, com a conservant. Els aliments conservats d'aquesta manera s'anomenen envinagrats. En la indústria alimentària s'empra com a conservant i com a regulador de l'acidesa. Té el codi E–260.

### Farmàcia
En quan als usos farmacèutics l'àcid acètic s'empra com a agent escaròtic i vesicant usat per a l'eliminació de berrugues i callositats, i en el tractament de l'alopècia areata. A més, en forma diluïda s'ha emprat com antibacterià (contra Haemophilus, Pseudomonas, etc.), antifúngic i antiprotozoari en diversos tipus de preparacions tòpiques i vaginals, així com en gotes òtiques per al tractament de l'otitis externa. La seva solució al 5 % és bactericida per tenir un pH < 3, i bacteriostàtica a concentracions menors per tenir un pH = 3 - 6. També s'usa per tractar certes picades de medusa. Posseeix a més propietats expectorants, espermaticides, astringents, etc. En veterinària s'usa per al tractament de les timpanitis (fermentacions gastrointestinals) en gossos i cavalls, i per dissoldre els càlculs uretrals d'struvita en gats en forma de irrigacions. Com excipient s'usa com a agent acidificant i per a la preparació de solucions tampó. S'empra com a tint a les colposcopies per a detectar la infecció per virus del papil·loma humà. A l'apicultura és utilitzat per al control de les larves i ous de les arnes de la cera, Galleria mellonella, malaltia denominada galleriosi, que destrueix els ruscs de cera que les abelles mel·líferes fan per criar o acumular la mel.

### Indústria química

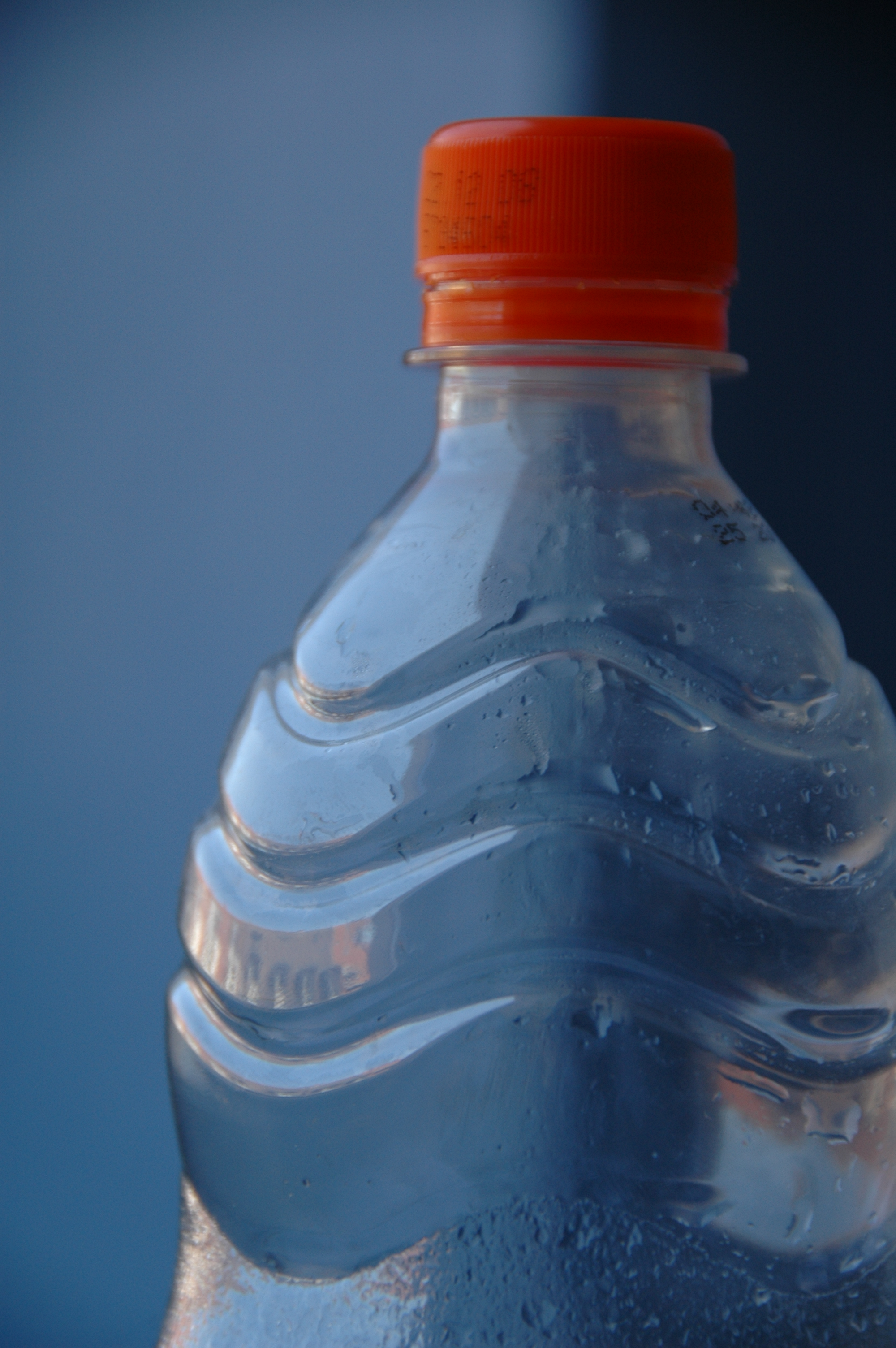
Botella de PET

Xina, Estats Units, la resta d'Àsia i Europa occidental representen més del 90% del mercat d'àcid acètic. El producte més important (2016) que se'n obté és l'acetat de vinil i constitueix el 30% del consum mundial. S'utilitza en la fabricació de polímers per a adhesius i recobriment. A continuació, amb un 24% de l'àcid acètic mundial es destina a la producció d'àcid tereftàlic, que s'utilitza principalment per a la fabricació de resines, fibres i films en estat sòlid de tereftalat de polietilè o PET. La producció d'anhídrid acètic representa el 13% del consum global d'àcid acètic i s'utilitza principalment per a la producció d'escates de cel·lulosa. La producció d'acetilè i acetat de butil representa el 20% de la demanda global d'àcid acètic. Els èsters de l'àcid acètic, acetats, s'utilitzen principalment com a dissolvents per a tintes, pintures i recobriments.

### Altres
Són molt conegudes les seues propietats com solucions fixadores, per la preservació de teixits (histologia), on actua empíricament com fixador de nucleoproteïnes, però no de proteïnes plasmàtiques, ja siguen globulars o fibroses. També serveix en la neteja de taques de la llar en general.

## Seguretat
L'àcid acètic concentrat és corrosiu i, per tant, ha de ser manipulat amb la cura apropiada, com que pot ser causa de cremades a la pell, dany permanent als ulls, i irritació a les membranes mucoses. Aquestes cremades poden no aparèixer fins hores després de l'exposició. Els guants de làtex no ofereixen protecció, pel que cal utilitzar guants especials com els fets de goma de nitril, quan es fa utilitzar aquest compost. L'àcid acètic concentrat s'encén amb dificultat al laboratori. Hi ha risc d'inflamabilitat si la temperatura ambient supera els 39 °C, i pot formar barreges explosives amb l'aire a estes temperatures (límit d'explosivitat: 5,4%–16%).
Les solucions de més del 25% d'àcid acètic són manipulades amb una campana d'extracció de fums, debut al vapor corrosiu i pungent. L'àcid acètic diluït, en la forma de vinagre, és innocu. No obstant això, la ingestió de solucions fortes és perillosa a la vida humana i animal en general. Pot causar danys greus al sistema digestiu, i ocasionar un canvi potencialment letal en l'acidesa de la sang.
Degut a incompatibilitats, es recomana emmagatzemar l'àcid acètic allunyat de l'àcid cròmic, l'etilenglicol, l'àcid nítric, l'àcid perclòric, el permanganat, els peròxids i els hidròxids.